# Gustav Nohel
Gustav Nohel (* 19. Juli 1896 in Sedlnitz; † 20. Juni 1962 in Gmunden) war ein österreichisch-deutscher Politiker und SA-Funktionär, zuletzt im Rang eines SA-Brigadeführers. Nohel war unter anderem Ratsherr der Stadt Linz.

## Leben und Wirken
Nohel war der Sohn eines Bauern. Nach dem Besuch der Volksschule und einer Bürgerschule absolvierte er eine kaufmännische Lehre bei der Firma Pichler in Linz. Anschließend arbeitete er von 1913 bis 1915 als Handelsangestellter bei der Firma Stadtlbauer in Wels.
Von 1915 bis 1918 nahm Nohel mit der k.-und-k.-Armee am Ersten Weltkrieg teil. In den Jahren 1920 bis 1928 arbeitete er dann als Filialleiter der Firma Meindl in Linz. Es folgte eine vierjährige kaufmännische Tätigkeit in einer nicht genauer bekannten Stellung.
Politisch hatte Nohel sich bereits 1920 der NSDAP angenähert: Für diese fungierte er von 1920 bis 1925 als Schwarm- und Zugkommandant der Ordnertruppe der Partei in Linz. Parteimitglied wurde er erstmals 1921. Nach der Neugründung der Partei im Jahr 1925 trat er ihr zum 8. Oktober 1926 erneut bei (Mitgliedsnummer 50.636). Zwischenzeitlich war er von 1925 bis 1926 als Landeskommandant des Vaterländischen Schutzbundes Oberösterreich tätig gewesen. In den Jahren 1926 bis 1931 übernahm er unterschiedliche Funktionen als Ortsgruppen- und Kreisleiter.
Im Jahr 1931 wurde Nohel hauptamtlicher Mitarbeiter der Sturmabteilung (SA). In dieser übernahm er zunächst die Führung der SA-Standarte 5 in Linz, bevor er vom 1. Juli 1931 bis zum 15. Juli 1934 die SA-Standarte 14 (Oberösterreich) übernahm.
Von 1931 bis 1931 saß Nohel im Gemeinderat von Linz. In der NSDAP amtierte er derweil von 1932 bis zum Verbot der Partei in Österreich im Jahr 1933 als Bezirksverbandsleiter in Linz und dann bis zum Juli 1934 als stellvertretender Gauleiter der im Untergrund illegal weiterbestehenden Partei. Aufgrund seiner Aktivitäten in diesen Jahren wurde von den österreichischen Behörden am 19. Juni 1933 zeitweise in Haft genommen.
1935 floh Nohel ins Deutsche Reich, wo er sich der Österreichischen Legion anschloss. Vom 15. Juli 1934 bis zum 30. November 1936 fungierte er als Leiter des Referates für „Weltanschauung und Kultur“ im Führungsstab der Legion mit dem Rang eines SA-Standartenführers.
Zum 1. Dezember 1936 wurde Nohel zum Stabsführer der SA-Gruppe Westmark ernannt und in dieser Stellung zum SA-Oberführer befördert. Seinen Dienstsitz hatte er in Koblenz, sein Vorgesetzter, der Führer der Gruppe, war Günther Gräntz.
Nach dem Anschluss Österreichs wurde Nohel im März 1938 mit der Übernahme der Funktion des Stabsführers der SA-Gruppe Österreich beauftragt. Im April 1938 kandidierte er außerdem erfolglos auf der „Liste des Führers für den Großdeutschen Reichstag“ als Abgeordneter für den nationalsozialistischen Reichstag. 
Zum 1. Mai 1938 wurde Nohel zum stellvertretenden Führer der SA-Gruppe Alpenland ernannt, was er bis zum 1. April 1939 blieb. Anschließend übernahm er als Beauftragter die Führung der SA-Brigade 94 (Oberdonau) in Oberösterreich.
Im April 1939 bestellte Gustav Nohel seinen eigenen Bruder Vinzenz Nohel und weitere Personen in seine Kanzlei in der Freiheitsstraße. Danach ging die Personengruppe mit Gustav Nohel ins Linzer Landhaus zu einer Person namens Kaufmann, wo die Personengruppe als Arbeiter für die Errichtung und den Betrieb der Tötungsanstalt Hartheim angestellt wurde.
Im Februar 1939 wurde Nohel Ratsherr der Stadt Linz. Diese Funktion behielt er bis zum Mai 1945. Außerdem wurde er zum Gaukolonialrat für den Reichsgau Oberdonau berufen.
Zum 4. Oktober 1940 trat Nohel als Kriegsfreiwilliger in die Wehrmacht ein. Nach seiner Zuteilung zu einer Genesenden-Kompanie (I/133) im April 1941 übernahm er im Juli 1941 erneut die stellvertretende Führung der SA-Gruppe Alpenland. Nebenbei gehörte er dem II. Ersatzbaon des I. Regiments 133 in Linz an.
Ab 1948 war Nohel als Arbeiter für die VÖEST tätig.